# Mujeres en las Artes Visuales

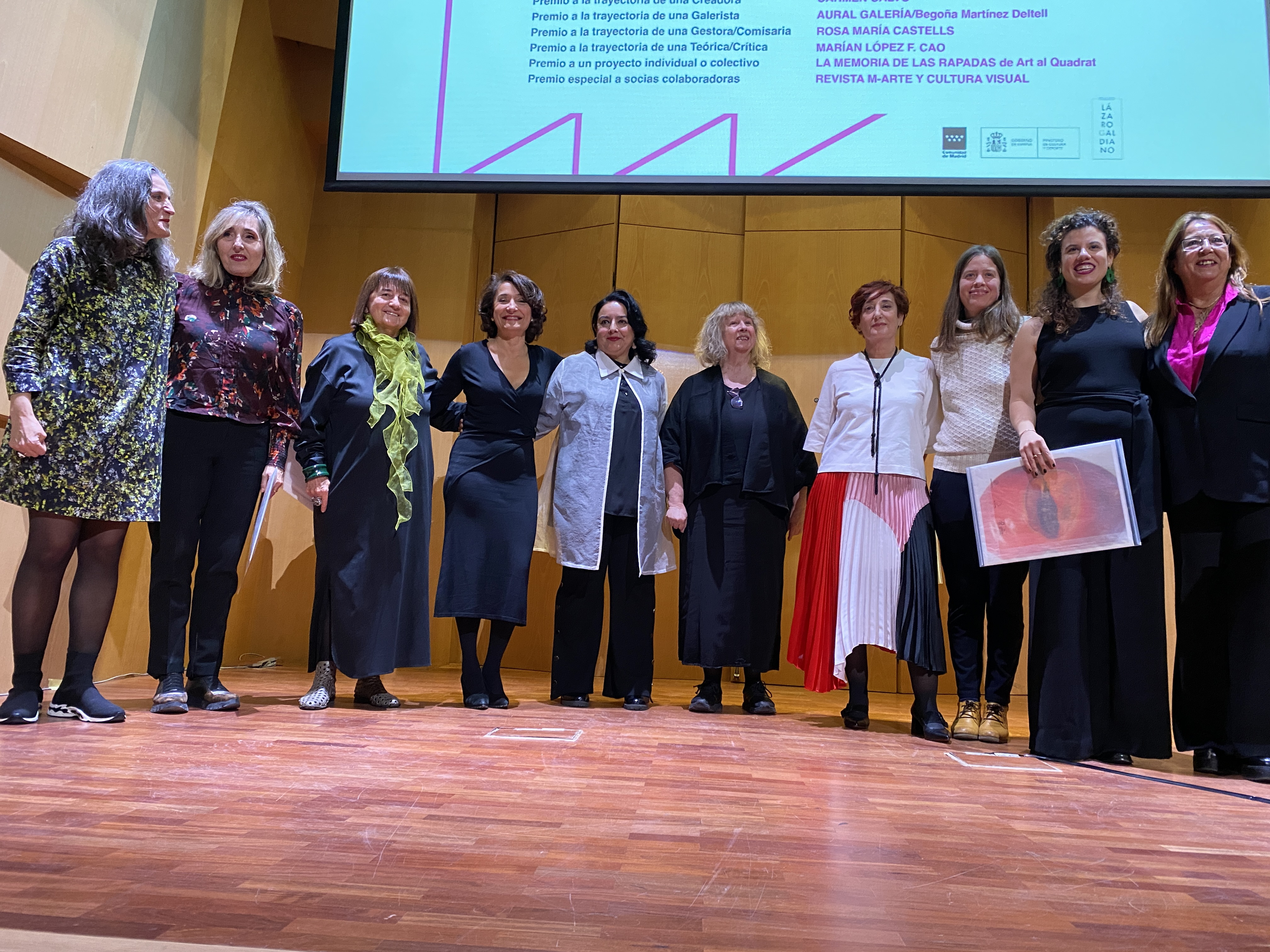
En el Museo Lázaro Galdiano en la entrega de los Premios Mav 2022

Mujeres en las Artes Visuales (MAV) es una asociación intersectorial de mujeres del arte contemporáneo español fundada por la teórica del feminismo Rocío de la Villa el 9 de mayo de 2009 con el fin de fomentar la presencia de la mujer, luchar contra la desigualdad y combatir su discriminación en este terreno profesional.Tiene entre sus objetivos impulsar el cumplimiento de la Ley de Igualdad del artículo 26 aprobada en España en 2007. Desde junio de 2012 estuvo presidida por la especialista en arte y género Marian López Fernández-Cao hasta marzo de 2017. Desde esta fecha el cargo de presidenta lo ocupó la gestora cultural María José Magaña Clemente. Entre 2020 y 2022 MAV estuvo presidida por Lola Díaz González Blanco, y desde marzo de 2022 por Maribel Doménech. En el año 2021, el número de socias sobrepasaba las 600.

## Historia
MAV surge a raíz de unas mesas de debate en torno a «Arte y mujer» organizadas por el Ministerio de Cultura de España el 4 y 5 de marzo en el año 2009, tras el intercambio de impresiones entre las profesionales asistentes y como resultado de un grupo de trabajo reunido en abril y compuesto por Margarita Aizpuru, Oliva Arauna, Magda Belloti, Patricia Mayayo, Teresa Moro, Marina Núñez, Isabel Tejeda y Rocío de la Villa.
La asociación fue fundada por la catedrática y crítica de arte Rocío de la Villa el 9 de mayo de 2009 en una reunión celebrada en La Casa Encendida de Madrid con una participación de artistas, críticas, comisarias, coordinadoras de centros, investigadoras, galeristas y gestoras del estado español con el objetivo de introducir medidas para la superación de la desigualdad de la mujer en el arte contemporáneo en el marco del cumplimiento de la Ley para la igualdad efectiva de mujeres y hombres del artículo 14 de la Constitución Española del año 2007.
En 2010 crea un observatorio en el que anualmente se analizan y emiten informes con cifras sobre la situación de las mujeres profesionales en el sector de las artes visuales en España.
La organización ha creado diferentes plataformas en diversas comunidades españolas, y se presentó en diferentes centros de arte como en Asturias en el Centro de Arte LABoral de Gijón, en las Islas Baleares en la Fundació Pilar i Joan Miró de Palma de Mallorca, en las Islas Canarias, en Tenerife en el Espacio de las Artes TEA y en el Centro de Arte La Regenta de Las Palmas de Gran Canaria y posteriormente en Barcelona en el Centro de Arte Contemporáneo Hangar.
MAV estuvo entre las asociaciones que respaldaron la «Estrategia para las artes visuales» en 2011, promovida desde la Dirección General de Bellas Artes del Ministerio de Cultura del Gobierno de España para fomentar el apoyo a las actividades en esta área. Forma parte de la Mesa Sectorial del Arte Contemporáneo español fundada en el Museo Nacional Centro de Arte Reina Sofía el 23 de junio de 2015, con el fin de agrupar y unificar la voz y las reivindicaciones de los colectivos implicados en el arte contemporáneo a través de asociaciones de ámbito estatal que representan a todos los profesionales en al ámbito del arte.

## Actividades
En el año 2012 se fundó la revista en línea M-Arte y Cultura Visual con el objetivo de abordar el arte y la cultura visual desde una perspectiva de género. Publica contribuciones de artistas y profesionales especializados en la actualidad del arte y la gestión del patrimonio artístico n España y en el panorama internacional. La fundadora es Rocío de la Villa. En el mismo año se publica Mujeres en el sistema del arte en España publicación editada por Rosa Olivares, (EXIT Publicaciones), y Mujeres en las Artes Visuales, MAV.
La asociación lanzó MMAVE como el primer museo en línea de Mujeres Artistas Visuales en España creado mediante entrevistas de vídeo con el fin de obtener testimonios de artistas y críticas, para aportar y difundir un legado oral/visual.
En el 2012 la asociación organizó el I Festival Miradas de Mujeres, dirigido por Mareta Espinosa con el objetivo de dar visibilidad a artistas y profesionales implicadas en el mercado del arte, la investigación y la gestión de las prácticas artísticas culturales.El festival reunió más de cincuenta exposiciones y actividades en las principales entidades y centros culturales de la comunidad de Madrid durante el mes de marzo. Participaron instituciones como el Museo Thyssen-Bornemisza, el Museo Nacional Cento de Arte Reina Sofía, Fundación Mapfre y galerías privadas.

### Foro MAV
En 2015 se crea el primer Foro MAV de reflexión y debate de carácter bienal el auditorio del Museo Nacional Centro de Arte Reina Sofía.En el Auditorio Nouvel del Museo se celebró la inauguración y presentaciones de proyectos, mesas de debate y conferencias tanto nacionales como internacionales.En 2015 MAV colaboró en la presentación en Matadero Madrid del colectivo de artistas norteamericanas las Guerrilla Girls, conocidas por su crítica social, su obra se centra en resaltar mediante estadísticas el bajo porcentaje de participación femenina en los principales Museos y Centros de Arte.
En el año 2019 se celebró el Foro MAV en Vitoria en el mes de noviembre y en Madrid en diciembre en el Museo Thyssen sobre museos y género.

### Bienal
En el año 2016 se creó La Bienal Miradas de Mujeres para sustituir al Festival Miradas de Mujeres que se había realizado durante tres ediciones anteriores.Con el fin de descentralizar las actividades desarrolladas exclusivamente en el mes de marzo, se prolongó la Bienal hasta el mes de diciembre.
En el año 2018, se celebró otra Bienal en todo el territorio español. Su fin es producir y reunir iniciativas que visibilizan el talento de las mujeres y que tienen el género como eje de reflexión y debate.
En el año 2020 debido a la pandemia no se celebró la bienal.

### Otras actividades
Con motivo de la celebración del Día Internacional de la Mujer, el 7 de marzo de 2017 se celebró el encuentro «Cultura y mujeres» con asociaciones de mujeres en la cultura, con la participación de Fátima Anllo vocal de MAV y directora del Observatorio de Creación y Cultura Independientes; Virginia Yagüe, presidenta de Asociación de Mujeres Cineastas y de Medios Audiovisuales; Margarita Borja, presidenta de Clásicas y Modernas, Asociación para la igualdad de género en la cultura Moderna, moderado por la directora del Festival Ellas Crean Concha Hernández y del Centro Cultural Conde Duque de Madrid.
MAV ha participado en el ciclo de conferencias Mujeres en las Artes organizado por la Comunidad de Madrid del 8 al 25 de marzo de 2017. En este ciclo se analizaron diferentes temas como la representación femenina a través de la historia del arte, la presencia de la mujer y las prácticas artísticas desde el feminismo.

## Premios MAV
Los Premios MAV se crearon en el año 2010 y se celebran anualmente con el fin de reconocer la trayectoria profesional de las mujeres y dar visibilidad a su labor.
Bajo las categorías de «artista» se premia a mujeres que a lo largo de su trayectoria profesional han mantenido una coherencia en su obra y su aportación en la creación contemporánea. El premio a la mejor teórica se entrega a aquellas mujeres que investigan el arte bajo la perspectiva de género. El premio de mejor gestora, a quienes realizan su labor organizativa contribuyendo a implementar la igualdad y la excelencia en el sistema del arte. El premio a la mejor galerista se entrega a mujeres que en la línea expositiva de su galería promueven el arte hecho por mujeres. El premio al mejor proyecto artístico se otorga a la artista o colectivo que ha creado un proyecto específico sobre arte y género.
El acto de la entrega de los premios se celebra en diferentes ciudades españolas. El premio que se otorga a las ganadoras consiste en una obra de la artista premiada el año precedente.

### I Premios MAV 2010
- Artista: Eva Lootz
- Teórica-gestora: Berta Sichel
- Galerista: Helga Alvear

### II Premios MAV 2011
- Artista: Eugènia Balcells
- Teórica: Lourdes Méndez
- Galerista: Evelyn Botella

### III Premios MAV 2012
- Artista: Concha Jerez
- Teórica: Bea Porqueres
- Gestora: Maite Solanilla
- Galerista: Soledad Lorenzo

### IV Premios MAV 2013
- Artista: Esther Ferrer
- Teórica: Erika Bornay
- Gestora: Nekane Aramburu
- Galerista: Juana de Aizpuru

### V Premios MAV 2014
- Artista: Cristina Lucas
- Teórica: Rocío de la Villa
- Gestora: Gloria Picazo
- Galerista: Petra Pérez Marzo (Galería Vanguardia)

### VI Premios MAV 2015
- Artista: Marina Núñez
- Teórica: Piedad Solans
- Gestora: Susana Blas
- Galerista: Asunta Rodríguez (Galería Trinta)

### VIIPremios MAV 2017
- Artista: Paloma Navares
- Teórica: Margarita Aizpuru
- Gestora: Rosina Gómez Baeza
- Galerista: Magda Belloti
- Colectivo jóvenes: La venganza de Maruja Mallo

### VIII Premios MAV 2019
- Artistaː Marisa González
- Teórica: Maite Méndez Baiges

- Gestora: Tecla Lumbreras
- Galerista: Blanca Berlín
- Proyecto artístico: María Gimeno por su proyecto "Queridas viejas"
- Colectivo jóvenes: La venganza de Maruja Mallo

### IX Premios MAV 2022[36]
- Artistaː Carmen Calvo
- Teórica e Investigadoraː Marian López Fernández-Cao
- Galeristaː Begoña M. Deltell
- Comisariaː Rosa María Castells
- Socia Colaboradoraː M-arte y Cultura Visual
- Proyectoː colectivoː Art al Quadrat

### X Premios MAV 2024
- Artistaː Angiola Bonanni
- Galeristaː Isabel Hurley
- Gestora /comisaria Isabel Tejeda
- Teórica e Investigadoraː Laura Triviño
- Premio a un proyecto individual "Tal día como hoy"ː Diana Larrea